# Ray Famechon
Pour les articles homonymes, voir Famechon.
Ray Famechon est un boxeur français né le 8 novembre 1924 à Maubeuge et mort le 30 janvier 1978 à Chelles (Seine-et-Marne).

## Carrière
Né dans une famille ouvrière du bassin de la Sambre, il est le onzième enfant. Son père le pousse sur les traces de ses deux frères dans le monde la boxe. À 18 ans, en 1942, il décroche son premier titre de champion de France des poids mouches. Après une année de boxe amateur, il entame une carrière professionnelle. En septembre 1945, il remporte le titre de champion de France des poids plumes. Lors de son combat pour le titre européen, il rencontre Al Philipps mais se fait disqualifier après un coup bas. Le 22 mars 1948, il décroche enfin ce titre en battant Ronnie Clayton à Nottingham, titre qu'il conserve 4 ans.
Le 17 mars 1950, il affronte Willie Pep au Madison Square Garden pour le titre suprême de champion du monde. Battu, il tente une seconde fois de remporter le titre le 9 février 1953 au Vel d'Hiv face à Percy Bassett. Mais à la troisième reprise, Ray abandonne. La même année, il perd son titre européen et le reprend onze mois plus tard. Après deux défenses de son titre, il le perd définitivement face à l'espagnol Fred Galiana en 1955.

## Fin de carrière
Il met fin à sa carrière en octobre 1956 à Londres face au boxeur britannique Bobby O'Neill. Il se retire alors du monde la boxe avec 102 victoires à son palmarès et seulement 3 nuls et 14 défaites. Il s'installe ensuite à Montmartre et ouvre une blanchisserie qui fait faillite assez rapidement. Ray ne vit alors que de petits boulots avant de s'éteindre à Paris le 29 janvier 1978.

## Biographie
L'Obscure Splendeur de Raymond Famechon, d'Isabelle Mimouni, Cohen & Cohen, 2014. Il s'agit de la biographie romancée du champion.